# روی مایرس
روی مایرس (اسپانیایی: Roy Myers‎؛ زادهٔ ۱۳ آوریل ۱۹۶۹) بازیکن و مربی فوتبال اهل کاستاریکا بود.
از باشگاه‌هایی که در آن بازی کرده‌است می‌توان به باشگاه فوتبال دپورتیوو ساپریسا، باشگاه فوتبال لس آنجلس گلکسی، باشگاه فوتبال پنیارول، باشگاه فوتبال پاچوکا، باشگاه فوتبال نیویورک رد بولز، و باشگاه ورزشی کارتاگینیس اشاره کرد.
وی همچنین در تیم ملی فوتبال کاستاریکا بازی کرده‌است.